# Monastero di San Miguel de los Reyes
Il monastero di San Miguel de los Reyes (in valenciano, Sant Miquel dels Reis) si trova a Valencia, in Spagna, nel quartiere di Els Orriols.
Fondato nel XVI secolo da Ferdinando di Aragona, duca di Calabria, su un antico monastero dell'ordine cistercense è considerata un'importante opera del rinascimento valenciano e, secondo alcuni autori, può esser stato preso a modello per il monastero dell'Escorial essendo, come questo, monastero gerolamita, centro culturale e chiesa commemorativa in memoria del suo fondatore. Dopo essere stato sconsacrato, l'edificio ha avuto vari usi civili ed è stato usato per molti anni come carcere.

## Storia
Questo monastero è un'opera significativa nel panorama artistico valenciano e alla sua costruzione hanno partecipato importanti architetti, maestri d'opera e artisti del tempo. Il complesso iniziale è del 1546 cui si sommano altre parti che principalmente si inseriscono nell'epoca classicista e sono stato aggiunte da maestri di derivazione francese, nonché da monaci e laici.
La fondazione del monastero si deve alla volontà di donna Germana di Foix, moglie di don Ferdinando di Aragona, duca di Calabria, di essere seppellita con il marito all'interno di un monastero gerolamita. Secondo José di Sigüenza i duchi scelsero un luogo nelle vicinanze di Valencia dove esisteva un monastero dell'Ordine cistercense che versava in uno stato di decadenza. Il Papa approvò con una bolla il passaggio della proprietà, ma nel 1535 donna Germana morì e il suo corpo venne sepolto nel monastero della nostra Signora di Gesù di Valencia, a causa dello stato di decadenza del monastero. Con l'intento di soddisfare il desiderio della moglie il duca chiese ai monaci del monastero gerolamita di San Bartolomeo a Valladolid che si stabilissero a Valencia e, con un decreto di Paolo III, su richiesta del duca, nel 1544 venne soppresso l'antico monastero di San Bernardo che passò all'Ordine di San Girolamo con il nome di San Miguel de los Reyes.
Il duca portò a Valencia due importanti architetti del momento: Alonso di Covarrubias e Juan di Vidaña che, secondo José di Sigüenza, realizzarono «un buon disegno del monastero e della chiesa che, se si fosse stato realizzato completamente e se il Duca fosse vissuto più a lungo, sarebbe stata una delle opere più importanti del tempo». La prima pietra fu posta nel 1548 dal vescovo e dal duca e riportava incise le insegne del suo fondatore. Il duca morì nel 1550 lasciando al monastero i suoi averi, i gioielli e la sua ricchissima biblioteca. Questa eredità sarebbe dovuta servire per la prosecuzione delle opere, ma il suo palazzo fu saccheggiato la stessa notte della sua morte.
I lavori di costruzione del monastero continuarono per vent'anni anche se con una minore possibilità economica. I monaci, che fin questo momento mancavano di dipendenze monastiche proprie, ritennero opportuno sostituire il progetto del prospetto del chiostro con uno meno ornato e perciò presero come modello il cortile degli evangelisti dell'Escorial, che copiarono con minime varianti e con una minore grandezza.
La costruzione del monastero si prolungò durante tutto il secolo XVII, iniziando la costruzione della chiesa del monastero a partire dal 1601. Nel secolo XVIII si costruì la cripta, alcuni altari e iniziò l'edificazione del chiostro del lato del nord della chiesa.
Il chiostro nord non arrivò alla sua conclusione, nonostante gli sforzi del monaco Frate Francisco di Santa Bárbara, che secondo Llaguno «progettò e diresse il nuovo chiostro di questo monastero, i cui piani, sezioni e prospetti furono approvati l'8 aprile del 1763 da suo zio Fr. Josef (Pina), Vicente Gascó e da Mauro Minguet». Si arrivò a costruire l'ala est, una nuova parte della torre nordest, con i suoi balconi del primo piano e la metà delle fondamenta dell'ala nord e delle casupole claustrali. Le opere realizzate furono importante e si ignora il motivo del loro arresto.
Nell'1802 si eresse, di fronte alla facciata della chiesa, un portale al lato del cammino reale di Murviedro per ricevere, secondo quanto recita una lapide commemorativa, la visita di Carlo IV e María Luisa di Parma. Nel 1811 i frati abbandonano il monastero davanti l'imminente arrivo delle truppe francesi, lasciando il monastero disabitato fino al 1814. L'edificio andò deteriorandosi e la comunità religiosa si vide costretta a fare alcune opere di ristrutturazione dopo il suo ritorno. In un atto capitolare del 1814 si stabilisce che «si demolisca il chiostro vecchio e le altre costruzioni a quello vicine che minacciano di crollare».
Nel 1821 gli espropri del triennio liberale soppressero la comunità gerolamita. L'edificio, secondo il Reale Ordine del 2 luglio 1821 diventò una Struttura di Beneficenza e Riformatorio. Nel 1823 ritornarono i frati, che realizzano alcune opere minori. Nel 1835 avviene la sconsacrazione definitiva e il monastero e le sue proprietà passano nelle mani dello Stato.
Dopo l'esproprio, le opere d'arte e i libri che rimanevano dopo essere stato oggetto di saccheggio nella guerra dell'Indipendenza, sono stati spostati al Museo di belle arti di Valencia e buona parte dei libri, tra quelli che trovano i provenienti dalla preziosa biblioteca del Duca di Calabria, destinarono alla Biblioteca Universitaria.
Una volta impedita la sua demolizione da parte del Comune grazie alla relazione dell'Accademia di San Carlo, il monastero fu destinato ad luogo di accoglienza per i poveri e, in seguito, a carcere femminile e presidio nazionale, ciò che portò alla costruzione delle ali penitenziarie del cortile nord, della galleria carceraria inserita, tramite una demolizione di interni, nell'ala ovest del chiostro Sud, la creazione di celle in tutta la struttura risultante e le garitte nella muraglia circostante. La nuova portineria fu destinata a corpo di guardia. Nel 1962 l'edificio è stato acquistato per il Comune e la Deputazione Valenciana (la Provincia).
Durante gli anni 70/80 del secolo XX è stato una scuola pubblica, con il nome di Regina Doña Germana.
Tra il 1997 e 2000 sono stato realizzate le opere di riabilitazione di tutta la struttura per la sua destinazione a sede della Biblioteca Valenciana, integrando gli elementi architettonici delle sue tre tappe più importanti: i resti archeologici dell'originario convento cistercense, la configurazione più rilevante del convento jerónimo e la l'ultima ristrutturazione effettuata nel suo adattamento a carcere. Vi sono state anche delicate opere di restaurazione architettonica - restituzione costruttiva,
spaziale e morfologica - centrate particolarmente nei corpi e elementi di costruzione dell'antico convento gerolamita che avevano sofferto le maggiori alterazioni: il chiostro sud, le sue dipendenze circostanti, le torri originarie e i padiglioni che chiudono il lato orientale del monumento.
Il monastero fu costruito sul monastero cistercense di San Bernat di Rascanya del secolo XIV. Era a pianta quadrata, realizzato con muri di fango e mattoni per il chiostro e le sue pertinenze. La muratura si utilizzò unicamente per gli archi del chiostro, gli angoli, gli stipiti e gli archi, i pilastri e gli archi della chiesa. Il chiostro aveva due piani l'inferiore con galleria di archi puntati e il superiore con pilastri di mattone.
Intorno al chiostro c'erano le stanze comuni, mentre nella pianta superiore si trovavano le celle. La chiesa era a una navata con arcate con cinque cappelle tra i contrafforti di ogni lato e con un'abside squadrata. Dopo l'abside si trovava un piccolo chiostro con la residenza dell'abate e l'infermeria.
Covarrubias pensò di ampliare la chiesa cistercense e di costruire un nuovo chiostro a sud del complesso, mantenendo il chiostro nord all'interno un processo di ristrutturazioni che avrebbe dovuto essere completo. Il disegno del monastero ideato da Cavrrubias consisteva in una pianta rettangolare con una grande chiesa centrale e due chiostri laterali con quattro torri angolari negli angoli del complesso.
I chiostri erano uniti da una grande scalinata. L'arresto delle opere fino al 1571 portò al cambio dell'ubicazione della cappella dei Re e al cambio del disegno del chiostro prendendo come esempio il chiostro degli Evangelisti dell'Escorial.
Nel 1600 Juan Cambra alza la scala imperiale fino ai piedi del tempio e termina la cappella dei Re e le arcate del lato ovest e nord del chiostro. Il chiostro venne diviso in due piante, in quella sud trovavano le dipendenze comuni come: la sala capitolare a est, la biblioteca al sud e l'aula delle letture e la cappella dei Re nel lato ovest. Nella pianta principale e nella superiore si trovavano le celle. La cella del priore si trovava situata al primo piano della torre sud est.
La nuova chiesa fu cominciata nel 1623, sfruttando l'anteriore costruzione cistercense, dal mastro scultore Pedro di Ambuesa. La chiesa è a croce latina con cappelle tra i contrafforti con un coro alto ai piedi di questi e una cupola sulla crociera. È coperta con una volta a cannone realizzato in pietra. Nell'interno vi sono colonne toscane di ordine gigante con corpi scanalati e con il terzo inferiore con una scanalatura differente. Nell'intersezione della navata con la crociera si staglia, a mo' di base, una cupola su un alto tamburo con aperture con finestre e la cui copertura termina con una lanterna cieca – già così quando si iniziò la sua costruzione – che è coperta con piastrelle di vetro blu.

## Galleria d'immagini

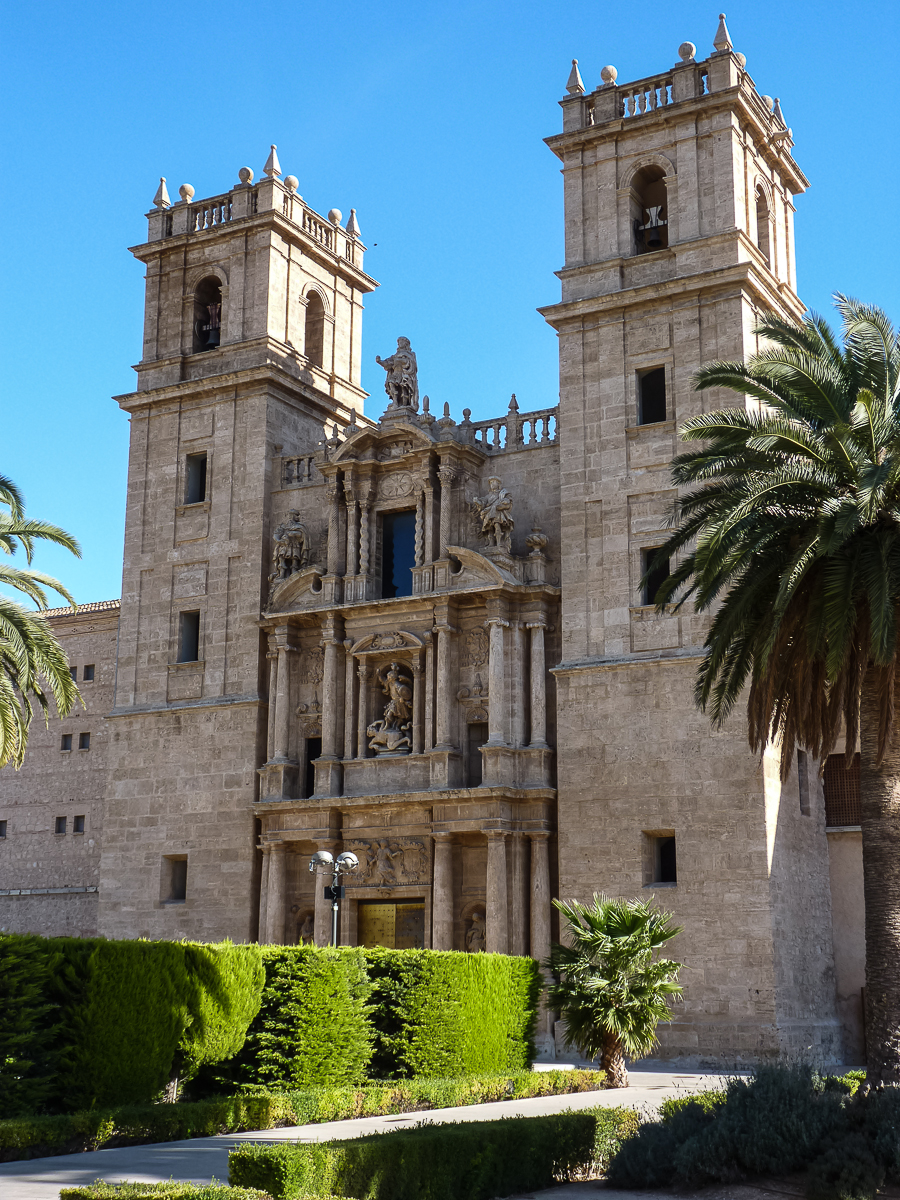
Vista del convento
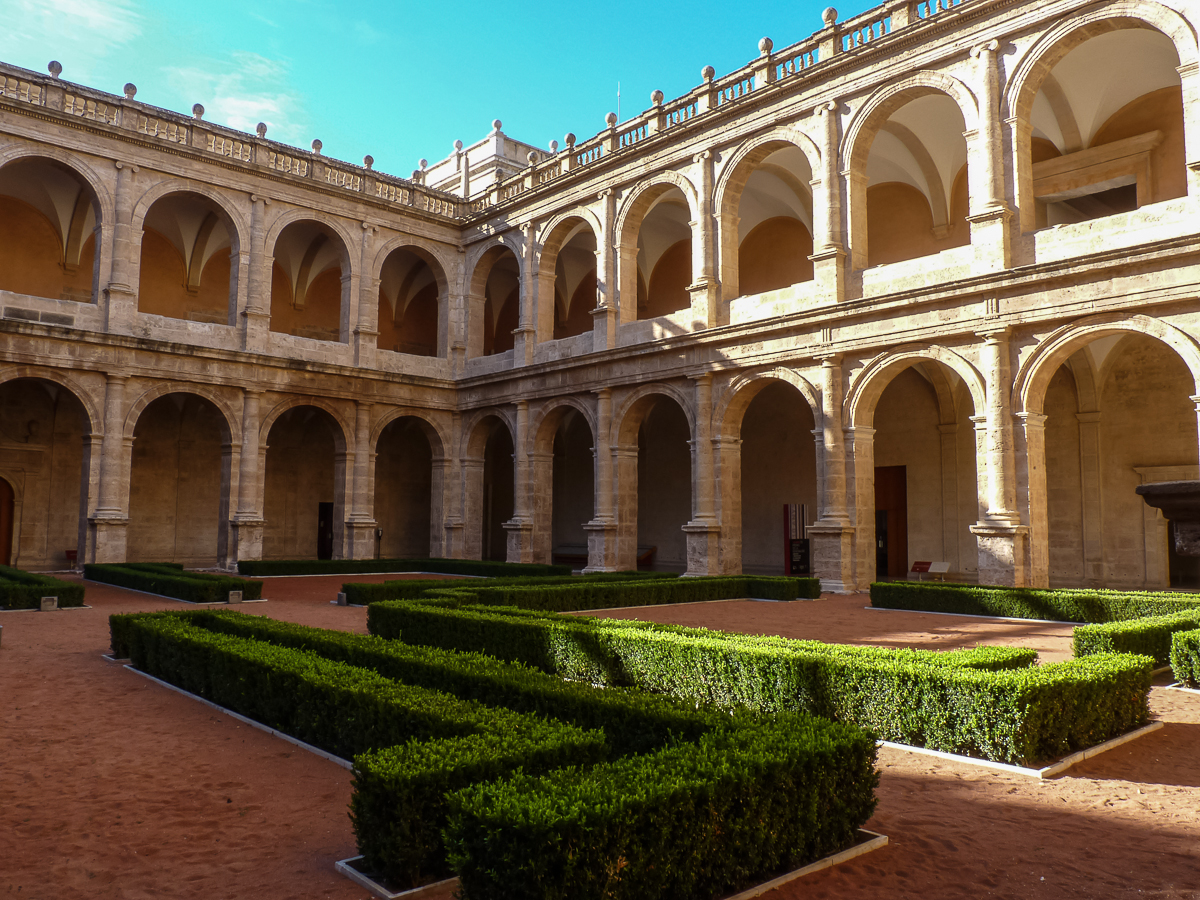
Un chiostro
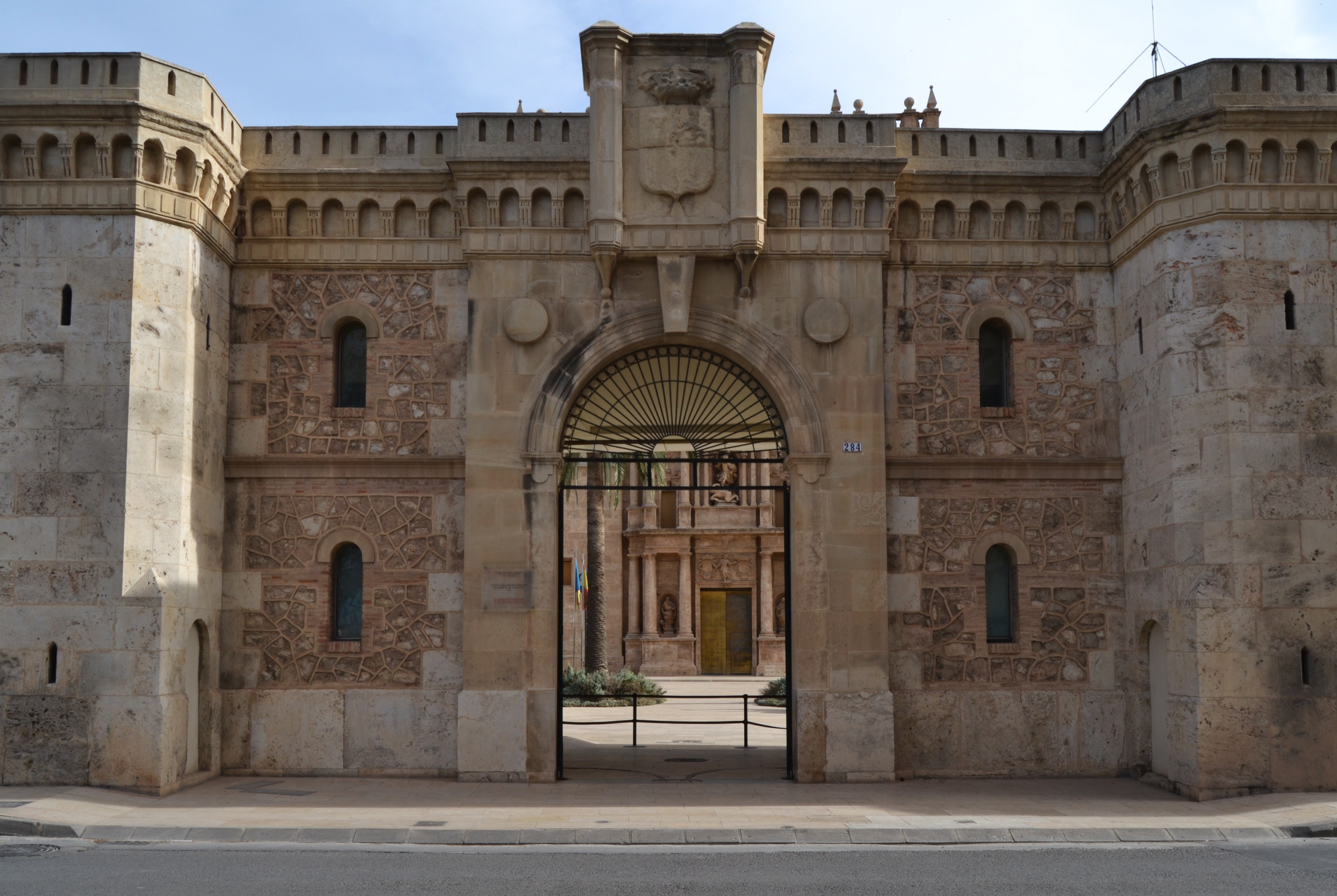
Portale del monastero
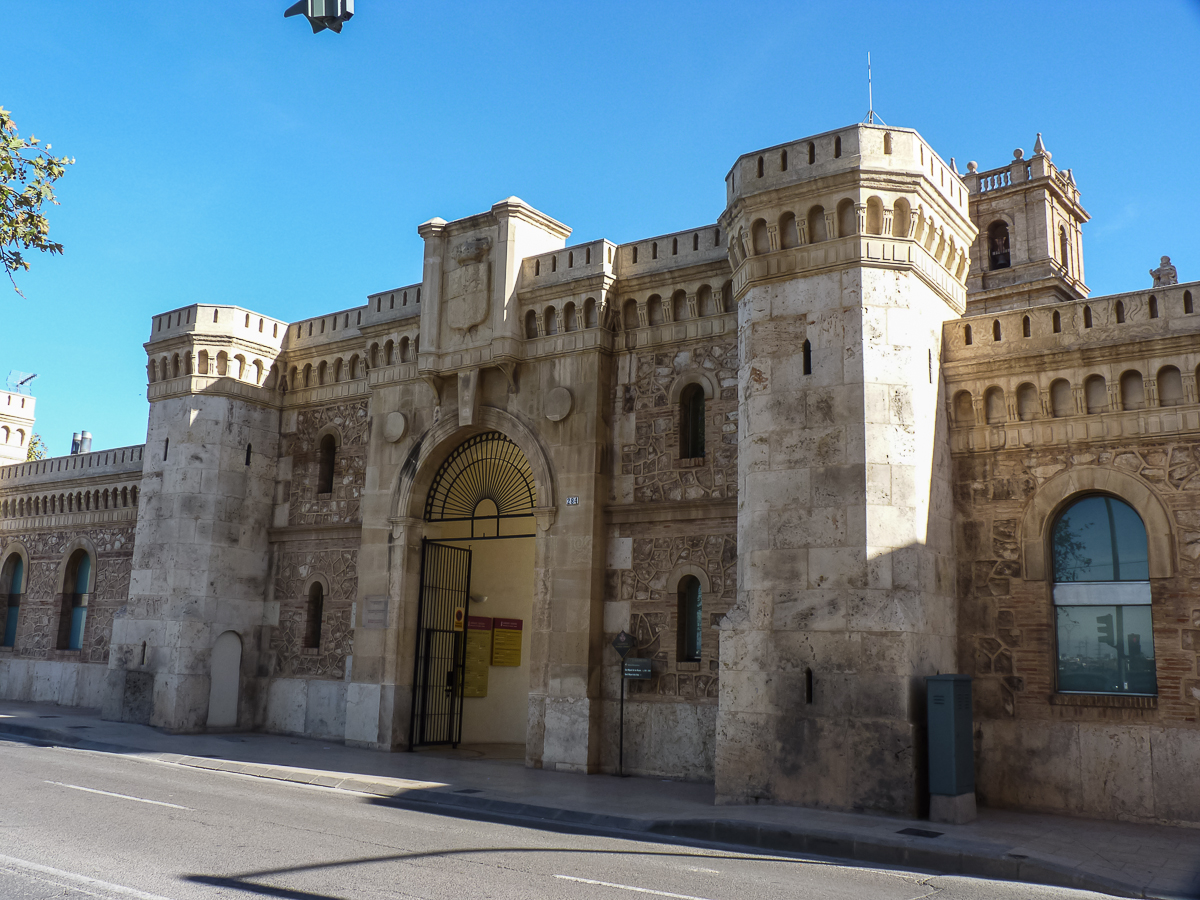
Torrioni d'ingresso
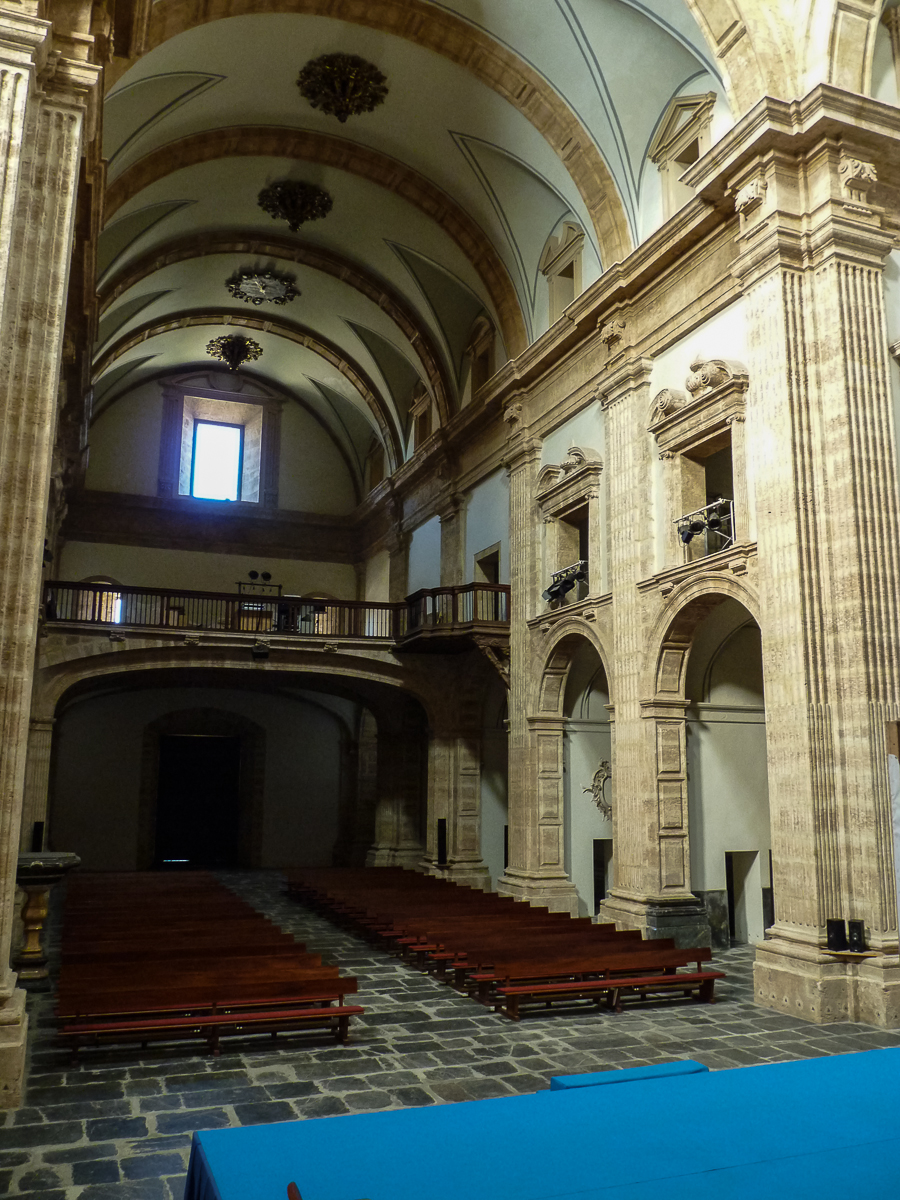
Interno della chiesa
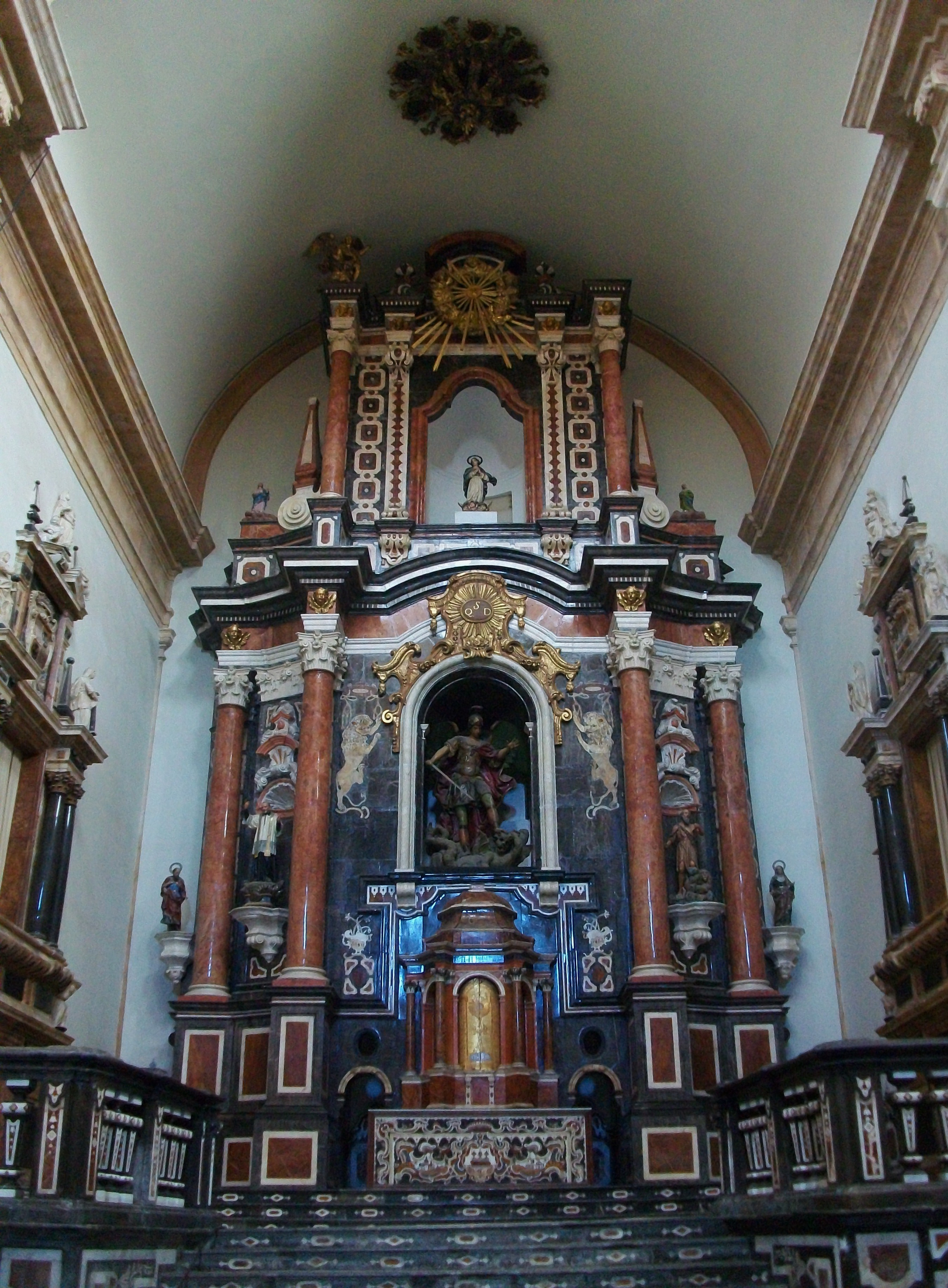
Altare
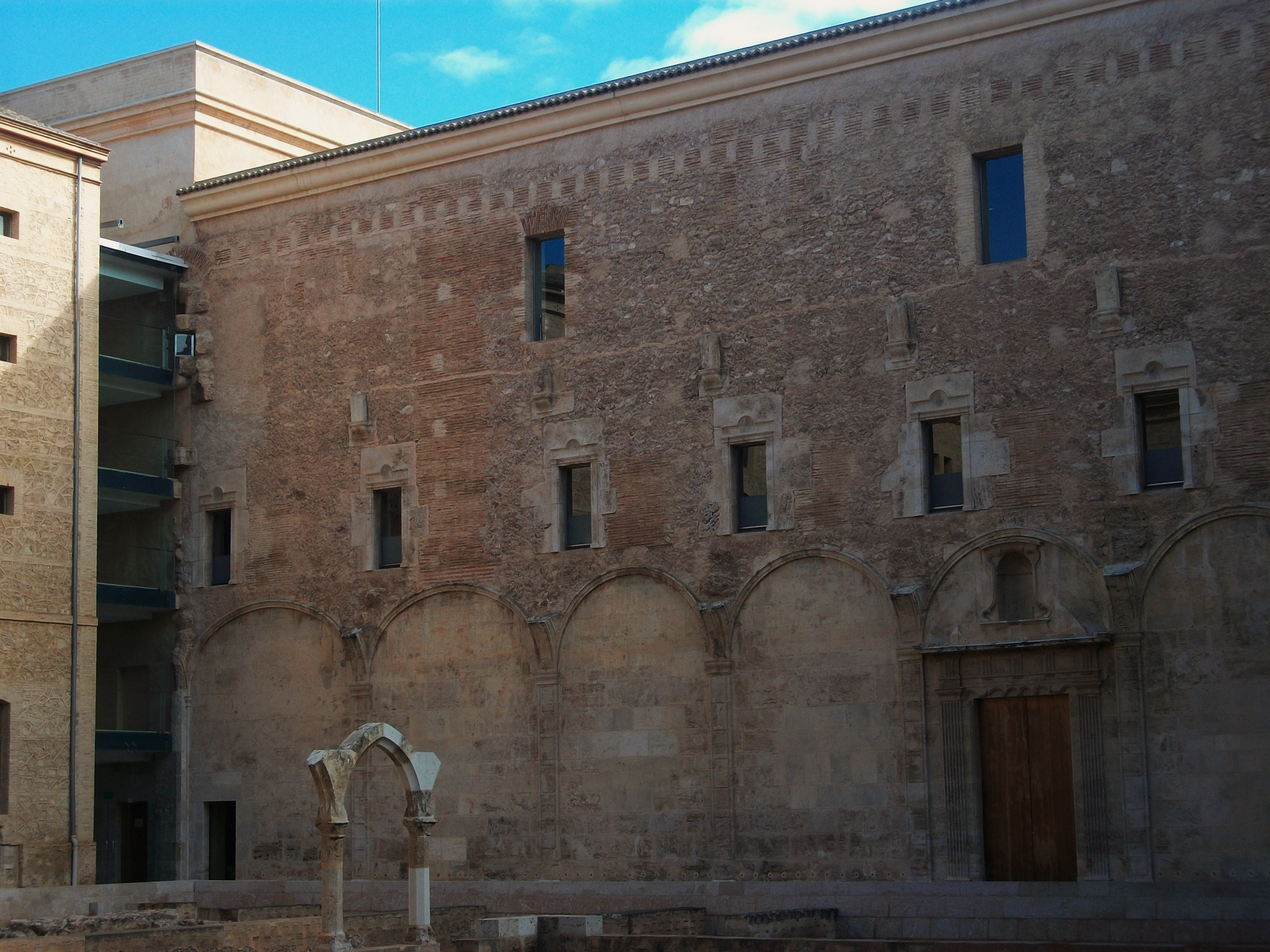
Chiostro nord non terminato